# Méliphage de MacGregor
Macgregoria pulchra
Genre
Espèce
Statut de conservation UICN

 VU B1ab(ii,iii,iv,v);C2a(i) : Vulnérable
Statut CITES
Le Méliphage de MacGregor (Macgregoria pulchra) ou Paradisier de Macgregor, est une espèce de passereaux de la famille des Meliphagidae, l'unique représentante du genre Macgregoria.
Son nom rend hommage au lieutenant-gouverneur de Nouvelle-Guinée William MacGregor (1846-1919).
Cet oiseau peuple deux aires disjointes de la chaîne Centrale (Nouvelle-Guinée).